# Hanno (Saitama)
Hanno (Japans: 飯能市, Hannō-shi) is een stad in de prefectuur  Saitama, Japan. In 2013 telde de stad 81.830 inwoners. Hanno maakt deel uit van de metropool Groot-Tokio.

## Geschiedenis
Op 1 januari 1954 werd Hanno benoemd tot stad (shi). In 2005 werd het dorp Naguri toegevoegd aan de stad.

## Partnersteden
- Brea, Verenigde Staten sinds 1981
- Takahagi, Japan sinds 2003

Steden:
Ageo · Asaka · Chichibu · Fujimi · Fujimino · Fukaya · Gyoda · Hanno · Hanyu · Hasuda · Hidaka · Higashimatsuyama · Honjo · Iruma · Kasukabe · Kawagoe · Kawaguchi · Kazo · Kitamoto · Koshigaya · Konosu · Kuki · Kumagaya · Misato · Niiza · Okegawa · Saitama (hoofdstad) · Sakado · Satte · Sayama · Shiki · Shiraoka · Soka · Toda · Tokorozawa · Tsurugashima · Wako · Warabi · Yashio · Yoshikawa

Districten:
Chichibu · Hiki · Iruma · Kitaadachi · Kitakatsushika · Kodama · Minamisaitama · Osato
Gemeenten per district